# Dentimargo delphinicus
Dentimargo delphinicus is een slakkensoort uit de familie van de Marginellidae. De wetenschappelijke naam van de soort is voor het eerst geldig gepubliceerd in 1920 door Bavay.